# Bijbelschool
Een Bijbelschool is een onderwijsinstelling waar de Bijbel en de christelijke leefregels worden bestudeerd en gedoceerd. Niet elke theologische opleiding is daarentegen een Bijbelschool. Studenten worden namelijk niet alleen geacht de Bijbel te bestuderen, maar ook zich de lessen eigen te maken.
Een discipelschapschool richt zich ook op Bijbelstudie, maar heeft een belangrijk praktisch element. Door de overeenkomsten wordt een discipelschapschool ook vaak een Bijbelschool genoemd.

## Hoger onderwijs
Er zijn universiteiten en HBO's waar men op christelijke identiteit selecteert. Op deze onderwijsinstellingen gaat men ervan uit dat wetenschap en geloof elkaar niet hoeven uit te sluiten, maar dat men met wetenschap alleen God niet zal leren kennen. Bij het studeren aan een dergelijke opleidingen hebben studenten veelal recht op studiefinanciering. Een theologiestudie op HBO-niveau heet Godsdienst en Pastoraal Werk (GPW).

## Particuliere Bijbelscholen
Elk individu heeft het recht om een eigen (Bijbel)school op te richten. Er zijn meer dan 20 deeltijdse, voltijdse en online opleidingen. Derhalve verschilt het kwaliteitsniveau onderling nogal. In Nederland zijn er Bijbelscholen die bij internationale netwerken zijn aangesloten. Ook komen overkoepelende organisaties of Bijbelscholen die met universiteiten samenwerken voor. In tegenstelling tot de HBO's en universiteiten hebben studenten bij particuliere Bijbelscholen geen recht op studiefinanciering en een OV-Studentenkaart. De opleiding wordt gefinancierd door middel van studentenarbeid, een lening of een sponsoring door bekenden.

## Internationale discipelschapscholen
De drie grootste internationale Bijbel- of discipelschapscholen zijn DTS (Discipelschap Training School) van Jeugd met een Opdracht, Master's Commission van de Assemblies of God en de RBTC (RHEMA Bible Training Center) van RHEMA (opgericht door Kenneth Hagin) Waar DTS zich vooral richt op 3 maanden training en 3 maanden evangelisatie en zending, daar legt Master's Commission de nadruk op het 9 maanden dienen in een christelijke gemeente. Hierin brengt de student het geleerde gedurende het hele jaar in de praktijk, maar zijn evangelisatie en zending ook onderdelen van het programma.
Wat Rhema uniek maakt is de combinatie van informatie en inspiratie, van de theorie en de praktijk. Het Woord van God wordt onderwezen in samenwerking met de Heilige Geest, dit leidt niet alleen tot een opleiding, maar ook tot transformatie.

## Erkenning studiepunten
Door samenwerking met Global University worden de bij Master's Commission behaalde undergraduate studiepunten ook erkend bij een bachelor opleiding.